# ثورة يوليو 1830

الحرية تقود الشعب

الثورة الفرنسية عام 1830 أو ثورة يوليو (بالفرنسية: Révolution de Juillet 1830)‏ أو الثلاثة المجيدة (بالفرنسية: Trois Glorieuses)‏ شهدت الإطاحة بالملك الفرنسي شارل العاشر (بوربون) وصعود ابن عمه لويس فيليب الأول دوق أورليانز والذي هو نفسه سيطاح به من العرش بعد 18 عاماً محفوفة بالمخاطر. كان هذا التحول من ملكية دستورية واستعادة بوربون إلى ملكية يوليو. أي انتقال السلطة من بوربون لفرع آخر هو بيت أورليان، كما عنى الاستعاضة عن مبدأ السيادة الشعبية بالحق الوراثي. أطلق على مؤيدي البوربون بالشرعيين وأنصار لويس فيليب بالأورليانيين.
كانت قارة أوروبا، وفرنسا على وجه التحديد، في حالة من الفوضى. اجتمع مؤتمر فيينا لإعادة رسم الخريطة السياسية للقارة. حضر المؤتمر العديد من الدول الأوروبية، إلا أن أربع قوى كبرى سيطرت على صناعة القرار: المملكة المتحدة ممثَّلةً من قبل وزير خارجيتها الفيكونت كاستليريغ والإمبراطورية النمساوية ممثلةً من قبل الوزراء الأمير ميترنيش وروسيا ممثلةً من قبل الإمبراطور أليكساندر الأول وبروسيا ممثلة من قبل الملك الملك فريدريك ويليام الثالث.
حضر المؤتمر أيضًا وزير خارجية فرنسا، شارل موريس دي تاليراند. على الرغم من أن فرنسا كانت تُعد دولةً عدوة، سُمح لتاليراند حضور المؤتمر لأنه ادعى أنه لم يكن قد تعاون مع نابليون سوى مكرهًا. واقترح استعادة فرنسا لحدودها وحكوماتها «الشرعية» (أي ما قبل نابليون)، المخطط الذي قبلت به القوى الكبرى مع بعض التغييرات. نجت فرنسا من سياسة ضم الأراضي الكبيرة وعادت إلى حدودها لعام 1791. استعاد آل بوربون، الذين أطاحت بهم الثورة، العرش في شخص لويس الثامن عشر. ومع ذلك، أرغم الكونغرس لويس على إقرار الميثاق الدستوري.

## عهد شارل العاشر
في 16 سبتمبر 1824، وبعد صراع مع المرض لعدة أشهر، توفّي لويس الثامن عشر عن عمر ناهز 68 عامًا دون أن يترك أطفالًا. لذلك، ورث عرش فرنسا شقيقه الأصغر، شارل، البالغ من العمر 66 عامًا. في 27 سبتمبر قام شارل العاشر باستعراضه الملكي في باريس وسط ترحيب شعبي. خلال الحفل، وبينما كان الملك يُمنح مفاتيح المدينة، أعلن كونت دي شابرول، حاكم نهر السين: «أن باريس فخورة بملكها الجديد، وبإمكانها التطلع إلى أن تصبح ملكة المدن بروعتها، كما يتطلع شعبها إلى أن يكون في الصدارة بإخلاصه وتفانيه وحبه».
بعد ثمانية أشهر، تدهور مزاج المدينة في رأيها عن الملك الجديد بصورة حادة. تعددت أسباب التحول الدراماتيكي في الرأي العام، غير أن السببين الرئيسين كانا:
- فرض عقوبة الإعدام على كل من يدنس الأفخارستيا
- أحكام التعويضات المالية للمِلكيات التي صادرتها ثورة 1789 وإمبراطورية نابليون الأولى -تدفع هذه التعويضات لأي أحد، سواء كان من طبقة النبلاء أو من غير طبقة النبلاء، الذين أُعلن أنهم «أعداء الثورة».

اتهم نقاد السبب الأول الملك ووزارته الجديدة بتقويد الكنيسة الكاثوليكية، وبفعلهم ذلك انتهكوا ضمانات المساواة في المعتقد الديني كما حُددت في الميثاق.
كانت المسألة الثانية، المتعلقة بالتعويضات المالية، أكثر انتهازية بكثير من الأولى. كان ذلك بسبب مطالب كل الجماعات، منذ استعادة المَلَكية، بتسوية مسائل مِلكية الممتلكات: الحد من انعدام اليقين، إن لم يكن القضاء عليه، في سوق العقارات في كل من باريس وبقية فرنسا. إلا أن الخصوم، الذين كان العديد منهم بونابارتيين محبطين، بدأوا بحملة شائعات مفادها أن شارل العاشر كان يقترح هذا فقط من أجل إذلال من لم يهاجروا. وادعوا أن كلي الإجرائين لم يكونا سوى حيلة ذكية كانت تهدف إلى تقويض الميثاق.
حتى هذا الوقت، وبفضل شعبية الدستور ومجلس النواب لدى شعب باريس، ظلت علاقة الملك مع النخب -كل من مؤيدي آل بوربون ومعارضيهم- متينةً. كان هذا، أيضًا، على وشك أن يتغير. في 12 أبريل رفض مجلس النواب، مدفوعًا بقناعة حقيقية وروح الاستقلال، صراحةً مقترح الحكومة بتغيير قوانين الميراث. ذكرت الصحيفة الشعبية لو كونستيتيونيل أن هذا الرفض «نصر على قوى الثورة المضادة والرجعية».
تصاعدت شعبية مجلس النبلاء ومجلس النواب، وانخفضت شعبية الملك ووزارته. بات هذا جليًا حين استُقبل الملك في 16 إبريل 1827، أثناء مراجعة غارد رويال في شام دي مارس، بصمت مطبق ورفْض العديد من الحضور حتى أن يخلعوا قبعاتهم. أخبر شارل العاشر «في ما بعد الأورليانيين ]أبناء عمومته[ أنه على الرغم من أن معظم الحضور لم يكونوا شديدي العدائية، نظر بعضهم أحيانًا بتعابير مفزعة».
بسبب ما اعتبرَته انتقادًا متناميًا لا هوادة فيه وحاقدًا بصورة متعاظمة لكل من الحكومة والكنيسة، قدمت حكومة شارل العاشر إلى مجلس النواب مقترحًا لقانون تشديد الرقابة، وخاصة في ما يتعلق بالصحف. بدوره، اعترض مجلس النواب بحدة أن الحكومة الذليلة لم يكن لديها خيار سوى سحب مقترحاتها.
في 17 مارس 1830، أقرت غالبية مجلس النواب اقتراح حجب الثقة وخطبة 221 ضد الملك ووزارة جول دي بوليناك. في اليوم التالي حلّ شارل البرلمان، وأثار بعدها قلق معارضة آل بوربون بتأجيل الانتخابات لمدة شهرين. خلال هذا الوقت، ناصر الليبراليون الـ«221» كأبطال شعبيين، في حين كانت الحكومة تعاني لكسب التأييد في جميع أنحاء البلاد ووُزع المحافظون على مقاطعات فرنسا. أسفرت الانتخابات التي تلت ذلك عن أغلبية ساحقة، و بذلك هُزمت الحكومة. جاء هذا بعد حدث آخر، ، حلّ الملك بصورة مفاجئة الحرس الوطني لباريس، مجموعة من المواطنين المتطوعين وصلة موثوقة بين الملكية والشعب، بذريعة أنه تصرف بطريقة هجومية تجاه التاج. رُوّع من كانوا يشعرون بالاطمئنان: «أفضل أن يُقطع رأسي»، كتب أحد النبلاء من الرينلاند عند سماعه الأخبار، «بدلًا من أن أويد خطوة كهذه: الإجراء الإضافي الوحيد اللازم لإحداث ثورة هو الرقابة».
حدث ذلك يوم الأحد 25 يوليو 1830 عندما أقدم الملك على تعديل ميثاق عام 1814 بمرسوم. حلّت هذه المراسيم، التي عرفت بقوانين يوليو، مجلس النواب وألغت حرية الصحافة وأقصت الطبقة الوسطى التجارية عن الانتخابات المستقبلية ودعت إلى انتخابات جديدة. نُشرت هذه القوانين يوم الاثنين 26 يوليو في الصحيفة المحافظة الرائدة في باريس، لو مونيتور. يوم الثلاثاء 27 يوليو، بدأت الثورة بشكل جدي في أيام يوليو الثلاثة، وأنهت ملَكية آل بوربون.

## الأيام الثلاثة المجيدة

### الاثنين 26 يوليو 1830
كان صيفًا حارًا وجافًا دفع بمن يستطيعون تحمل التكاليف إلى مغادرة باريس نحو الريف. لم يستطع معظم رجال الأعمال تحمل التكاليف، وكانوا بذلك من أوائل من علِم بساينت كلود «القوانين»، التي منعتهم من الترشح لمجلس النواب، العضوية التي لا غنى عنها لأولئك الذين سعوا وراء المكانة الاجتماعية القصوى. احتجاجًا على ذلك، رفض أعضاء البورصة إقراض المال، وأغلق أصحاب الأعمال مصانعهم. خرج العمال على نحو مفاجئ إلى الشوارع للدفاع عن أنفسهم. ارتفعت نسبة البطالة التي كانت تنمو حتى أوائل الصيف. «لذلك لم يكن لدى أعداد كبيرة من العمال سوى أن يحتجوا».
في حين توقفت صحف مثل جورنال دي ديبات ولو مونيتور ولو كونستيتيونيل عن الصدور امتثالًا للقانون الجديد، التقى في مكاتب صحيفة لو ناسيونال نحو 50 صحافيًا من صحف اثني عشرة مدينة. ووقّعوا هناك على احتجاج جماعي، وتعاهدوا على أن تستمر صحفهم بالصدور.

في ذلك المساء، حين داهمت الشرطة مطبعةً إخبارية وصادرت صحفًا مهربة، استقبلهم حشد عاطل عن العمل هتف بغضب «يسقط آل بوربون» و«يحيا الميثاق». كتب أرماند كاريل، صحافي، في عدد اليوم التالي من لو ناسيونال: 
تعود فرنسا إلى الثورة بفعل الحكومة نفسها، النظام الشرعي أُنهي الآن، وقد بدأ نظام القوة ... في الحالة التي وُضعنا فيها الآن لم تعد الطاعة واجبًا .. على فرنسا أن تقرر إلى أي مدى يجب أن تمتد مقاومتها.
على الرغم من السخط الشعبي على مداهمة الشرطة، كتب جان هنري كلود ماجين، رئيس شرطة باريس، في ذلك المساء: «الهدوء الأكثر كمالًا يستمر في السيطرة على جميع أنحاء العاصمة. ليس ثمة حدث جدير بالانتباه سُجّل في التقارير التي وصلت إلي».